# Fagne

Ligging van de Fagne

De Fagne is dat gedeelte van de Fagne-Famenne dat ten westen van de Maas ligt, in de Belgische provincies Henegouwen en Namen. De grootste plaats is Philippeville, wat aan de noordkant ligt. Ten zuiden van het gebied, onder Couvin, ligt de Rièzes.
Deze streek maakt deel uit van de Ardennen in ruime zin.

## Belangrijkste plaatsen in de Fagne
- Cerfontaine
- Couvin
- Philippeville, wordt beschouwd als de officieuze hoofdplaats van de streek.
- Rance
- Solre-le-Château
- Trélon

## Toponiemen
Naar de naam Fagne wordt verwezen in de naam van verschillende gemeenten, deelgemeenten of dorpen in België en Frankrijk.
- In België: Boussu-en-Fagne, Sart-en-Fagne, Villers-en-Fagne
- In Frankrijk: Moustier-en-Fagne, Wallers-en-Fagne